# Nansha

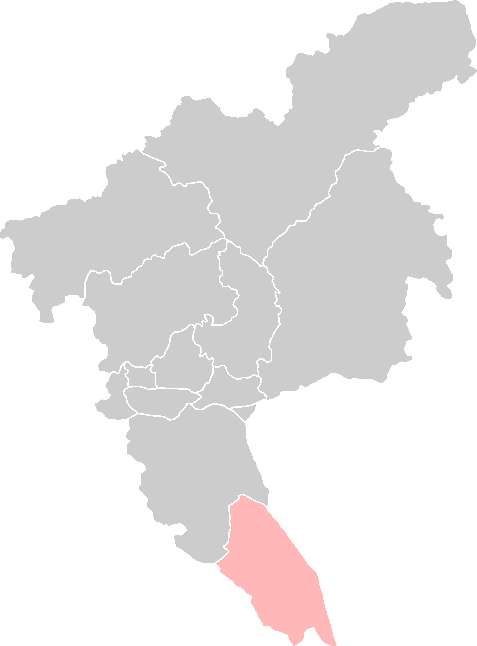
Położenie dzielnicy Nansha

Nansha (chiń. 南沙区) – dzielnica Kantonu, w prowincji Guangdong, w Chińskiej Republice Ludowej. Powierzchnia dzielnicy wynosi 544,12 km² i jest zamieszkana przez 147 579 mieszkańców.